# Parti de l'unité nationale (Israël)
Pour les articles homonymes, voir Parti de l'unité nationale.
Le Parti de l'unité nationale (en hébreu : המחנה הממלכתי) était une alliance politique en Israël formée entre Hosen L'Yisrael, Nouvel Espoir, deux dissidents de Yamina et l'ancien chef d'état major des armées de Tsahal Gadi Eizenkot en vue des élections législatives de 2022.

## Historique

### Fondation
Le 10 juillet 2022, Benny Gantz et Gideon Sa'ar annoncent la création d'une nouvelle coalition, « Bleu et blanc - le Nouvel Espoir ». L'ancien chef d'état major des armées de Tsahal Gadi Eizenkot annonce s'engager et rejoindre l'alliance le 14 août 2022.
Selon l'accord, les partis travailleront ensemble après les élections de 2022 et recommanderont Benny Gantz pour le poste de Premier ministre.

### Nouvel accord
Le même jour, le 14 août 2022, l'alliance annonce se renommer le « Parti de l'unité nationale ». Le lendemain, le 15 août, le dissident de Yamina Matan Kahana (en) annonce rejoindre l'alliance, et est suivi par une autre dissidente Shirley Pinto (en) le 22 août.

### Dislocation puis dissolution
Le 12 mars 2024, Nouvel Espoir annonce officiellement quitter l'alliance et redevenir un parti indépendant, scission qui fut rendue effective le lendemain.
Début juillet 2025, suite au départ d'Eizenkot et de Kahana de l'alliance, a été annoncé le 2 juillet 2025 que le nom du parti reviendrait à Bleu et Blanc. Le nom de la faction de la Knesset a quant à lui été changé en Bleu et Blanc-Unité nationale, ce qui fut approuvé par la commission de la Knesset le 7 juillet 2025.

## Composition
| Parti | Parti           | Idéologie                   | Position              | Chef                               | Sièges de députés |
| ----- | --------------- | --------------------------- | --------------------- | ---------------------------------- | ----------------- |
|       | Hosen L'Yisrael | Sionisme Social libéralisme | Centre                | Benny Gantz                        | 6 / 120           |
|       | Nouvel Espoir   | National-libéralisme        | Centre droit à droite | Gideon Sa'ar                       | 4 / 120           |
|       | Indépendants    | -                           | -                     | Gadi Eizenkot et Matan Kahana (en) | 2 / 120           |

## Résultats électoraux

### Élections législatives
| Année d'élection | Chef de file | Voix    | %    | Rang | Sièges   | Gouvernement                                                 |
| ---------------- | ------------ | ------- | ---- | ---- | -------- | ------------------------------------------------------------ |
| 2022             | Benny Gantz  | 432 482 | 9,08 | 4e   | 12 / 120 | Netanyahou VI (2023-2024), Opposition (2022-2023, 2024-2025) |